# Malcolm Anderson
Malcolm « Mal » James Anderson, né le 3 mars 1935 à Theodore, est un joueur de tennis australien amateur depuis 1954, puis professionnel de 1958 jusqu'au début des années 1970.

## Carrière
Mal Anderson a commencé à jouer au tennis à l'âge de 8 ans, avant de s'y consacrer entièrement à partir de 16 ans.
Ses deux meilleures saisons ont été 1957 et 1958, quand il s'est classé à deux reprises no 2 mondial amateur. En 1957, il devient le premier joueur à remporter l'US Open en n'étant pas tête de série. Il atteint également les demi-finales des Championnats d'Australie et remporte le double messieurs des internationaux de France de tennis avec Ashley Cooper. En 1958, Anderson est finaliste des tournois de Forest Hills et de Kooyong, mais est battu à chaque fois Cooper.
Anderson passe professionnel fin 1958 et remporte le tournoi de Wembley en 1959. Fin 1970, il demande à sa fédération de le requalifier comme amateur afin qu'il puisse se rendre disponible pour jouer la Coupe Davis. Il n'atteint plus de finale de tournois majeurs jusqu'en 1972, où il dispute celle de l'Open d'Australie à l'âge de 36 ans. En 1973, il remporte le double messieurs du tournoi de Kooyong avec John Newcombe.
Malcolm Anderson a également joué la Coupe Davis quatre fois pour l'Australie (1957, 1958, 1972 et 1973), remportant par deux fois le titre (1957 et 1973).
Il est membre du International Tennis Hall of Fame depuis 2000.

## Parcours dans les tournois duGrand Chelem

### En simple
| Année | Open d'Australie | Open d'Australie | Internationaux de France | Internationaux de France | Wimbledon       | Wimbledon   | US Open         | US Open      | Open d'Australie | Open d'Australie |
| ----- | ---------------- | ---------------- | ------------------------ | ------------------------ | --------------- | ----------- | --------------- | ------------ | ---------------- | ---------------- |
| 1954  | 1er tour (1/16)  | N. Fraser        | —                        | —                        | —               | —           | —               | —            | n.o.             | n.o.             |
| 1955  | 1/8 de finale    | V. Seixas        | —                        | —                        | 1er tour (1/64) | T. Trabert  | 3e tour (1/16)  | S. Giammalva | n.o.             | n.o.             |
| 1956  | 1/4 de finale    | K. Rosewall      | —                        | —                        | 1/4 de finale   | L. Hoad     | 1er tour (1/64) | M. Green     | n.o.             | n.o.             |
| 1957  | 1/2 finale       | A. Cooper        | 2e tour (1/32)           | W. Woodcock              | 1/8 de finale   | V. Seixas   | Victoire        | A. Cooper    | n.o.             | n.o.             |
| 1958  | Finale           | A. Cooper        | —                        | —                        | 1/4 de finale   | K. Nielsen  | Finale          | A. Cooper    | n.o.             | n.o.             |
| 1959  | —                | —                | —                        | —                        | —               | —           | —               | —            | n.o.             | n.o.             |
| 1960  | —                | —                | —                        | —                        | —               | —           | —               | —            | n.o.             | n.o.             |
| 1961  | —                | —                | —                        | —                        | —               | —           | —               | —            | n.o.             | n.o.             |
| 1962  | 1er tour (1/32)  | O. Davidson      | —                        | —                        | —               | —           | —               | —            | n.o.             | n.o.             |
| 1963  | —                | —                | —                        | —                        | —               | —           | —               | —            | n.o.             | n.o.             |
| 1964  | —                | —                | —                        | —                        | —               | —           | —               | —            | n.o.             | n.o.             |
| 1965  | —                | —                | —                        | —                        | —               | —           | —               | —            | n.o.             | n.o.             |
| 1966  | —                | —                | —                        | —                        | —               | —           | —               | —            | n.o.             | n.o.             |
| 1967  | —                | —                | —                        | —                        | —               | —           | —               | —            | n.o.             | n.o.             |
| 1968  | —                | —                | —                        | —                        | —               | —           | 3e tour (1/16)  | P. Gonzales  | n.o.             | n.o.             |
| 1969  | 1/8 de finale    | T. Roche         | —                        | —                        | 3e tour (1/16)  | J. Newcombe | —               | —            | n.o.             | n.o.             |
| 1970  | —                | —                | —                        | —                        | —               | —           | —               | —            | n.o.             | n.o.             |
| 1971  | 2e tour (1/16)   | M. Riessen       | —                        | —                        | —               | —           | —               | —            | n.o.             | n.o.             |
| 1972  | Finale           | K. Rosewall      | —                        | —                        | —               | —           | 2e tour (1/32)  | M. Riessen   | n.o.             | n.o.             |
| 1973  | 2e tour (1/16)   | B. Giltinan      | —                        | —                        | —               | —           | —               | —            | n.o.             | n.o.             |
| 1974  | —                | —                | —                        | —                        | —               | —           | —               | —            | n.o.             | n.o.             |
| 1975  | —                | —                | —                        | —                        | —               | —           | —               | —            | n.o.             | n.o.             |
| 1976  | 1/8 de finale    | B. Drewett       | —                        | —                        | —               | —           | —               | —            | n.o.             | n.o.             |
| 1977  | —                | —                | —                        | —                        | —               | —           | —               | —            | 1er tour (1/32)  | C. Kachel        |

N.B. : à droite du résultat se trouve le nom de l'ultime adversaire.

### En double
Parcours en double à parir de 1968.
| Année | Open d'Australie         | Open d'Australie        | Internationaux de France | Internationaux de France | Wimbledon                | Wimbledon            | US Open                  | US Open                | Open d'Australie           | Open d'Australie     |
| ----- | ------------------------ | ----------------------- | ------------------------ | ------------------------ | ------------------------ | -------------------- | ------------------------ | ---------------------- | -------------------------- | -------------------- |
| 1968  | —                        | —                       | —                        | —                        | —                        | —                    | 1/4 de finale D. Ralston | A. Ashe A. Gimeno      | n.o.                       | n.o.                 |
| 1969  | 1/8 de finale R. Taylor  | B. Bowrey R. Ruffels    | —                        | —                        | 1er tour (1/32) Holmberg | B. Buchholz R. Moore | —                        | —                      | n.o.                       | n.o.                 |
| 1970  | —                        | —                       | —                        | —                        | —                        | —                    | —                        | —                      | n.o.                       | n.o.                 |
| 1971  | 1er tour (1/16) R. Moore | I. El Shafei B. Fairlie | —                        | —                        | —                        | —                    | —                        | —                      | n.o.                       | n.o.                 |
| 1972  | 1/8 de finale Alexander  | Dominguez P. Proisy     | —                        | —                        | —                        | —                    | 1/4 de finale Graebner   | S. Smith E. Van Dillen | n.o.                       | n.o.                 |
| 1973  | Victoire Newcombe        | Alexander P. Dent       | —                        | —                        | —                        | —                    | —                        | —                      | n.o.                       | n.o.                 |
| 1974  | —                        | —                       | —                        | —                        | —                        | —                    | —                        | —                      | n.o.                       | n.o.                 |
| 1975  | —                        | —                       | —                        | —                        | —                        | —                    | —                        | —                      | n.o.                       | n.o.                 |
| 1976  | 1/4 de finale C. Dibley  | R. Case G. Masters      | —                        | —                        | —                        | —                    | —                        | —                      | n.o.                       | n.o.                 |
| 1977  | —                        | —                       | —                        | —                        | —                        | —                    | —                        | —                      | 1/8 de finale B. Drewett   | B. Fairlie K. Meiler |
| 1978  | n.o.                     | n.o.                    | —                        | —                        | —                        | —                    | —                        | —                      | 1er tour (1/16) M. Fancutt | W. Fibak K. Warwick  |

N.B. : le nom du ou de la partenaire se trouve sous le résultat ; le nom des ultimes adversaires se trouve à droite.